# Verdenscuppen i skiskydning
Verdenscuppen i skiskydning er blevet arrangeret siden sæsonen 1977/78 for herrer og 1982/83 for kvinder. Frem til sæsonen 1986/87 blev verdenscuppen for kvinder kaldt Europacup, men deltagelse var ikke begrænset til europæiske skiskytter.
Verdenscupsæsonen varer fra november til marts, fordelt over konkurrencer på forskellige anlæg næsten hver uge. Sæsonen består af totalt 9-10 konkurrenceuger, hvor disciplinerne afholdes fra onsdag/torsdag til søndag. Stafet arrangeres fire til seks gange i hver sæson. VM-konkurrencer tæller også med i verdenscuppen. Indtil 2010 talte også konkurrencer under vinter-OL med i verdencuppen.

## Pointberegning i verdenscuppen
Udøverene får verdenscuppoint efter sin placering i hver konkurrence (se tabellen herunder). Summen af point afgør udøverens placering i sæsonens verdenscup. Der beregnes stillinger for de individuelle enkeltdisipliner (normaldistance, jagtstart, fællesstart) og en samlet stilling (hvor alle discipliner indgår). Den førende af den samlede verdenscup starter med en gul trøje, de førende af enkeltdisciplinerne starter med røde trøjer. Efter samme fremgangsmåde beregnes stillingerne for stafet og (siden 2010/11) mix-stafet.
Der findes desuden en nationalstilling, hvor deltagerlandenes resultater fra normaldistance, sprintløb, stafetter og (siden 2011/12) mix-stafetter indgår. Pointgivningen er her en anden: I de individuelle konkurrencer: se tabellen + 100 point, dvs. point til samtlige [optil 140] udøvere; i stafetter: fra 20 point for 30. plads til 420 point for 1. plads. I mix-stafetter deles antallet af point i to lige store dele, der tilfalder hhv. kvindernes og herrenes nationsstilling.
Efter sæsonens sidste konkurrence får hver udøver streget sine to dårligste resultater under beregningen af den sammenlagte stilling i verdenscuppen. Der streges ikke nogen resultater i enkeltdisciplin-stillingerne. (frem til 2009/10 blev de tre dårligste resultater streget i den sammenlagte stilling, mens man i enkeltdiscipliner med mere end tre konkurrencer, stregede det dårligste resultat. I sæsonen 2010/11 valgte man ikke at strege nogen resultater.)
De mandlige og kvindelige udøvere, som vinder en af konkurrencer, bliver efter endt sæson udmærket med verdenscuptrofæet, krystalkuglen. Trofæerne for stafet- og nationskonkurrencerne overrækkes til de nationale forbund.
| Pointgivningen fra og med sæsonen 2008/09 | Pointgivningen fra og med sæsonen 2008/09 | Pointgivningen fra og med sæsonen 2008/09 | Pointgivningen fra og med sæsonen 2008/09 | Pointgivningen fra og med sæsonen 2008/09 | Pointgivningen fra og med sæsonen 2008/09 | Pointgivningen fra og med sæsonen 2008/09 | Pointgivningen fra og med sæsonen 2008/09 | Pointgivningen fra og med sæsonen 2008/09 | Pointgivningen fra og med sæsonen 2008/09 | Pointgivningen fra og med sæsonen 2008/09 | Pointgivningen fra og med sæsonen 2008/09 | Pointgivningen fra og med sæsonen 2008/09 | Pointgivningen fra og med sæsonen 2008/09 | Pointgivningen fra og med sæsonen 2008/09 | Pointgivningen fra og med sæsonen 2008/09 | Pointgivningen fra og med sæsonen 2008/09 | Pointgivningen fra og med sæsonen 2008/09 | Pointgivningen fra og med sæsonen 2008/09 | Pointgivningen fra og med sæsonen 2008/09 | Pointgivningen fra og med sæsonen 2008/09 |
| Plads                                     | 1.                                        | 2.                                        | 3.                                        | 4.                                        | 5.                                        | 6.                                        | 7.                                        | 8.                                        | 9.                                        | 10.                                       | 11.                                       | 12.                                       | 13.                                       | 14.                                       | 15.                                       | 16.                                       | 17.                                       | 18.                                       | 19.                                       | 20.                                       |
| ----------------------------------------- | ----------------------------------------- | ----------------------------------------- | ----------------------------------------- | ----------------------------------------- | ----------------------------------------- | ----------------------------------------- | ----------------------------------------- | ----------------------------------------- | ----------------------------------------- | ----------------------------------------- | ----------------------------------------- | ----------------------------------------- | ----------------------------------------- | ----------------------------------------- | ----------------------------------------- | ----------------------------------------- | ----------------------------------------- | ----------------------------------------- | ----------------------------------------- | ----------------------------------------- |
| Point                                     | 60                                        | 54                                        | 48                                        | 43                                        | 40                                        | 38                                        | 36                                        | 34                                        | 32                                        | 31                                        | 30                                        | 29                                        | 28                                        | 27                                        | 26                                        | 25                                        | 24                                        | 23                                        | 22                                        | 21                                        |
| Plads                                     | 21.                                       | 22.                                       | 23.                                       | 24.                                       | 25.                                       | 26.                                       | 27.                                       | 28.                                       | 29.                                       | 30.                                       | 31.                                       | 32.                                       | 33.                                       | 34.                                       | 35.                                       | 36.                                       | 37.                                       | 38.                                       | 39.                                       | 40.                                       |
| Point                                     | 20                                        | 19                                        | 18                                        | 17                                        | 16                                        | 15                                        | 14                                        | 13                                        | 12                                        | 11                                        | 10                                        | 9                                         | 8                                         | 7                                         | 6                                         | 5                                         | 4                                         | 3                                         | 2                                         | 1                                         |

| Pointgivningen fra sæsonen 2000/01 til sæsonen 2007/08 | Pointgivningen fra sæsonen 2000/01 til sæsonen 2007/08 | Pointgivningen fra sæsonen 2000/01 til sæsonen 2007/08 | Pointgivningen fra sæsonen 2000/01 til sæsonen 2007/08 | Pointgivningen fra sæsonen 2000/01 til sæsonen 2007/08 | Pointgivningen fra sæsonen 2000/01 til sæsonen 2007/08 | Pointgivningen fra sæsonen 2000/01 til sæsonen 2007/08 | Pointgivningen fra sæsonen 2000/01 til sæsonen 2007/08 | Pointgivningen fra sæsonen 2000/01 til sæsonen 2007/08 | Pointgivningen fra sæsonen 2000/01 til sæsonen 2007/08 | Pointgivningen fra sæsonen 2000/01 til sæsonen 2007/08 | Pointgivningen fra sæsonen 2000/01 til sæsonen 2007/08 | Pointgivningen fra sæsonen 2000/01 til sæsonen 2007/08 | Pointgivningen fra sæsonen 2000/01 til sæsonen 2007/08 | Pointgivningen fra sæsonen 2000/01 til sæsonen 2007/08 | Pointgivningen fra sæsonen 2000/01 til sæsonen 2007/08 | Pointgivningen fra sæsonen 2000/01 til sæsonen 2007/08 | Pointgivningen fra sæsonen 2000/01 til sæsonen 2007/08 | Pointgivningen fra sæsonen 2000/01 til sæsonen 2007/08 | Pointgivningen fra sæsonen 2000/01 til sæsonen 2007/08 | Pointgivningen fra sæsonen 2000/01 til sæsonen 2007/08 |
| Plads                                                  | 1.                                                     | 2.                                                     | 3.                                                     | 4.                                                     | 5.                                                     | 6.                                                     | 7.                                                     | 8.                                                     | 9.                                                     | 10.                                                    | 11.                                                    | 12.                                                    | 13.                                                    | 14.                                                    | 15.                                                    | 16.                                                    | 17.                                                    | 18.                                                    | ...                                                    | 30.                                                    |
| ------------------------------------------------------ | ------------------------------------------------------ | ------------------------------------------------------ | ------------------------------------------------------ | ------------------------------------------------------ | ------------------------------------------------------ | ------------------------------------------------------ | ------------------------------------------------------ | ------------------------------------------------------ | ------------------------------------------------------ | ------------------------------------------------------ | ------------------------------------------------------ | ------------------------------------------------------ | ------------------------------------------------------ | ------------------------------------------------------ | ------------------------------------------------------ | ------------------------------------------------------ | ------------------------------------------------------ | ------------------------------------------------------ | ------------------------------------------------------ | ------------------------------------------------------ |
| Point                                                  | 50                                                     | 46                                                     | 43                                                     | 40                                                     | 37                                                     | 34                                                     | 32                                                     | 30                                                     | 28                                                     | 26                                                     | 24                                                     | 22                                                     | 20                                                     | 18                                                     | 16                                                     | 15                                                     | 14                                                     | 13                                                     | ...                                                    | 1                                                      |

| Pointgivningen til og med sæsonen 1999/2000 | Pointgivningen til og med sæsonen 1999/2000 | Pointgivningen til og med sæsonen 1999/2000 | Pointgivningen til og med sæsonen 1999/2000 | Pointgivningen til og med sæsonen 1999/2000 | Pointgivningen til og med sæsonen 1999/2000 | Pointgivningen til og med sæsonen 1999/2000 | Pointgivningen til og med sæsonen 1999/2000 | Pointgivningen til og med sæsonen 1999/2000 | Pointgivningen til og med sæsonen 1999/2000 | Pointgivningen til og med sæsonen 1999/2000 | Pointgivningen til og med sæsonen 1999/2000 | Pointgivningen til og med sæsonen 1999/2000 | Pointgivningen til og med sæsonen 1999/2000 | Pointgivningen til og med sæsonen 1999/2000 | Pointgivningen til og med sæsonen 1999/2000 | Pointgivningen til og med sæsonen 1999/2000 | Pointgivningen til og med sæsonen 1999/2000 | Pointgivningen til og med sæsonen 1999/2000 | Pointgivningen til og med sæsonen 1999/2000 | Pointgivningen til og med sæsonen 1999/2000 |
| Plads                                       | 1.                                          | 2.                                          | 3.                                          | 4.                                          | 5.                                          | 6.                                          | 7.                                          | 8.                                          | 9.                                          | 10.                                         | 11.                                         | 12.                                         | 13.                                         | 14.                                         | 15.                                         | 16.                                         | 17.                                         | 18.                                         | ...                                         | 25.                                         |
| ------------------------------------------- | ------------------------------------------- | ------------------------------------------- | ------------------------------------------- | ------------------------------------------- | ------------------------------------------- | ------------------------------------------- | ------------------------------------------- | ------------------------------------------- | ------------------------------------------- | ------------------------------------------- | ------------------------------------------- | ------------------------------------------- | ------------------------------------------- | ------------------------------------------- | ------------------------------------------- | ------------------------------------------- | ------------------------------------------- | ------------------------------------------- | ------------------------------------------- | ------------------------------------------- |
| Point                                       | 30                                          | 26                                          | 24                                          | 22                                          | 21                                          | 20                                          | 19                                          | 18                                          | 17                                          | 16                                          | 15                                          | 14                                          | 13                                          | 12                                          | 11                                          | 10                                          | 9                                           | 8                                           | ...                                         | 1                                           |

## Resultatoversigt
Tabellerne herunder giver en oversigt over de bedste skiskytter og stafethold for hver sæson.

### Mænd sammenlagt
| Sæson   | Nr. 1                           | Nr. 2                           | Nr. 3                            |
| ------- | ------------------------------- | ------------------------------- | -------------------------------- |
| 1977/78 | Østtyskland Frank Ullrich       | Østtyskland Eberhard Rösch      | Østtyskland Klaus Siebert        |
| 1978/79 | Østtyskland Klaus Siebert       | Østtyskland Frank Ullrich       | Sovjetunionen Vladimir Barnasjov |
| 1979/80 | Østtyskland Frank Ullrich       | Østtyskland Klaus Siebert       | Østtyskland Eberhard Rösch       |
| 1980/81 | Østtyskland Frank Ullrich       | Sovjetunionen Anatolij Aljabjev | Norge Kjell Søbak                |
| 1981/82 | Østtyskland Frank Ullrich       | Østtyskland Matthias Jacob      | Norge Kjell Søbak                |
| 1982/83 | Vesttyskland Peter Angerer      | Norge Eirik Kvalfoss            | Østtyskland Frank Ullrich        |
| 1983/84 | Østtyskland Frank-Peter Roetsch | Vesttyskland Peter Angerer      | Norge Eirik Kvalfoss             |
| 1984/85 | Østtyskland Frank-Peter Roetsch | Sovjetunionen Jurij Kasjkarov   | Norge Eirik Kvalfoss             |
| 1985/86 | Østtyskland André Sehmisch      | Vesttyskland Peter Angerer      | Østtyskland Matthias Jacob       |
| 1986/87 | Østtyskland Frank-Peter Roetsch | Vesttyskland Fritz Fischer      | Tjekkoslovakiet Jan Matous       |
| 1987/88 | Vesttyskland Fritz Fischer      | Norge Eirik Kvalfoss            | Italien Johann Passler           |
| 1988/89 | Norge Eirik Kvalfoss            | Sovjetunionen Aleksandr Popov   | Sovjetunionen Sergej Tsjepikov   |
| 1989/90 | Sovjetunionen Sergej Tsjepikov  | Norge Eirik Kvalfoss            | Sovjetunionen Valerij Medvedtsev |
| 1990/91 | Sovjetunionen Sergej Tsjepikov  | Vesttyskland Mark Kirchner      | Italien Andreas Zingerle         |
| 1991/92 | Norge Jon Åge Tyldum            | Sverige Mikael Löfgren          | Norge Sylfest Glimsdal           |
| 1992/93 | Sverige Mikael Löfgren          | Tyskland Mark Kirchner          | Italien Pieralberto Carrara      |
| 1993/94 | Frankrig Patrice Bailly-Salins  | Tyskland Sven Fischer           | Tyskland Frank Luck              |
| 1994/95 | Norge Jon Åge Tyldum            | Italien Patrick Favre           | Italien Wilfried Pallhuber       |
| 1995/96 | Rusland Vladimir Dratsjov¹      | Rusland Viktor Majgurov         | Tyskland Sven Fischer            |
| 1996/97 | Tyskland Sven Fischer           | Norge Ole Einar Bjørndalen      | Rusland Viktor Majgurov          |
| 1997/98 | Norge Ole Einar Bjørndalen      | Tyskland Ricco Gross            | Tyskland Sven Fischer            |
| 1998/99 | Tyskland Sven Fischer           | Norge Ole Einar Bjørndalen      | Tyskland Frank Luck              |
| 1999/00 | Frankrig Raphael Poirée         | Norge Ole Einar Bjørndalen      | Tyskland Sven Fischer            |
| 2000/01 | Frankrig Raphael Poirée         | Norge Ole Einar Bjørndalen      | Norge Frode Andresen             |
| 2001/02 | Frankrig Raphael Poirée         | Rusland Pavel Rostovtsev        | Norge Ole Einar Bjørndalen       |
| 2002/03 | Norge Ole Einar Bjørndalen      | Hviderusland Vladimir Dratsjov¹ | Tyskland Ricco Gross             |
| 2003/04 | Frankrig Raphael Poirée         | Norge Ole Einar Bjørndalen      | Tyskland Ricco Gross             |
| 2004/05 | Norge Ole Einar Bjørndalen      | Tyskland Sven Fischer           | Frankrig Raphael Poirée          |
| 2005/06 | Norge Ole Einar Bjørndalen      | Frankrig Raphael Poirée         | Tyskland Sven Fischer            |
| 2006/07 | Tyskland Michael Greis          | Norge Ole Einar Bjørndalen      | Frankrig Raphael Poirée          |
| 2007/08 | Norge Ole Einar Bjørndalen      | Rusland Dmitrij Jarosjenko      | Norge Emil Hegle Svendsen        |
| 2008/09 | Norge Ole Einar Bjørndalen      | Polen Tomasz Sikora             | Norge Emil Hegle Svendsen        |
| 2009/10 | Norge Emil Hegle Svendsen       | Østrig Christoph Sumann         | Rusland Ivan Tsjerezov           |
| 2010/11 | Norge Tarjei Bø                 | Norge Emil Hegle Svendsen       | Frankrig Martin Fourcade         |
| 2011/12 | Frankrig Martin Fourcade        | Norge Emil Hegle Svendsen       | Tyskland Andreas Birnbacher      |
| 2012/13 | Frankrig Martin Fourcade        | Norge Emil Hegle Svendsen       | Østrig Dominik Landertinger      |
| 2013/14 | Frankrig Martin Fourcade        | Norge Emil Hegle Svendsen       | Norge Johannes Thingnes Bø       |
| 2014/15 | Frankrig Martin Fourcade        | Rusland Anton Sjipulin          | Slovenien Jakov Fak              |
| 2015/16 | Frankrig Martin Fourcade        | Norge Johannes Thingnes Bø      | Rusland Anton Sjipulin           |
| 2016/17 | Frankrig Martin Fourcade        | Rusland Anton Sjipulin          | Norge Johannes Thingnes Bø       |
| 2017/18 | Frankrig Martin Fourcade        | Norge Johannes Thingnes Bø      | Rusland Anton Sjipulin           |

¹ ændret statsborgerskab fra Rusland til Hviderusland i 2002.

### Mænd stafet
| Sæson   | Nr. 1            | Nr. 2    | Nr. 3        |
| ------- | ---------------- | -------- | ------------ |
| 1996/97 | Tyskland         | Norge    | Rusland      |
| 1997/98 | Tyskland / Norge | -        | Rusland      |
| 1998/99 | Tyskland         | Rusland  | Norge        |
| 1999/00 | Norge            | Rusland  | Tyskland     |
| 2000/01 | Norge            | Rusland  | Tjekkiet     |
| 2001/02 | Norge            | Tyskland | Hviderusland |
| 2002/03 | Hviderusland     | Rusland  | Norge        |
| 2003/04 | Norge            | Tyskland | Frankrig     |
| 2004/05 | Norge            | Tyskland | Rusland      |
| 2005/06 | Tyskland         | Rusland  | Frankrig     |
| 2006/07 | Rusland          | Norge    | Tyskland     |
| 2007/08 | Norge            | Rusland  | Tyskland     |
| 2008/09 | Østrig           | Norge    | Tyskland     |
| 2009/10 | Norge            | Østrig   | Rusland      |
| 2010/11 | Norge            | Tyskland | Ukraine      |
| 2011/12 | Frankrig         | Norge    | Rusland      |
| 2012/13 | Rusland          | Norge    | Frankrig     |
| 2013/14 | Tyskland         | Sverige  | Østrig       |
| 2014/15 | Rusland          | Norge    | Tyskland     |
| 2015/16 | Norge            | Rusland  | Tyskland     |
| 2016/17 | Rusland          | Frankrig | Tyskland     |
| 2017/18 | Norge            | Sverige  | Frankrig     |

### Kvinder sammenlagt
| Sæson   | Nr. 1                               | Nr. 2                                | Nr. 3                           |
| ------- | ----------------------------------- | ------------------------------------ | ------------------------------- |
| 1982/83 | Norge Gry Østvik                    | Norge Siv Bråten                     | Finland Aino Kallunki           |
| 1983/84 | Norge Mette Mestad                  | Norge Sanna Grønlid                  | Norge Gry Østvik                |
| 1984/85 | Norge Sanna Grønlid                 | Sverige Eva Korpela                  | Sovjetunionen Kaja Parve        |
| 1985/86 | Sverige Eva Korpela                 | Norge Sanna Grønlid                  | Canada Lise Meloche             |
| 1986/87 | Sverige Eva Korpela                 | Norge Anne Elvebakk                  | Norge Sanna Grønlid             |
| 1987/88 | Norge Anne Elvebakk                 | Norge Elin Kristiansen               | Bulgaria Nadesjda Aleksieva     |
| 1988/89 | Sovjetunionen Elena Golovina        | Sovjetunionen Natalia Prikostsjikova | Sovjetunionen Svetlana Davidova |
| 1989/90 | Tjekkoslovakiet Jirina Adamitsjkova | Norge Anne Elvebakk                  | Sovjetunionen Elena Golovina    |
| 1990/91 | Sovjetunionen Svetlana Davidova     | Canada Myriam Bédard                 | Norge Anne Elvebakk             |
| 1991/92 | Rusland Anfisa Reztsova             | Frankrig Anne Briand                 | Tyskland Petra Schaaf¹          |
| 1992/93 | Rusland Anfisa Reztsova             | Canada Myriam Bédard                 | Frankrig Anne Briand            |
| 1993/94 | Hviderusland Svetlana Paramygina    | Italien Nathalie Santer              | Frankrig Anne Briand            |
| 1994/95 | Frankrig Anne Briand                | Hviderusland Svetlana Paramygina     | Tyskland Uschi Disl             |
| 1995/96 | Frankrig Emmanuelle Claret          | Tyskland Uschi Disl                  | Tyskland Petra Behle¹           |
| 1996/97 | Sverige Magdalena Forsberg          | Tyskland Uschi Disl                  | Tyskland Simone G.-P. Memm      |
| 1997/98 | Sverige Magdalena Forsberg          | Tyskland Uschi Disl                  | Tyskland Martina Zellner        |
| 1998/99 | Sverige Magdalena Forsberg          | Ukraine Olena Zubrilova              | Tyskland Uschi Disl             |
| 1999/00 | Sverige Magdalena Forsberg          | Ukraine Olena Zubrilova              | Frankrig Corinne Niogret        |
| 2000/01 | Sverige Magdalena Forsberg          | Norge Liv Grete Poirée               | Ukraine Olena Zubrilova         |
| 2001/02 | Sverige Magdalena Forsberg          | Norge Liv Grete Poirée               | Tyskland Uschi Disl             |
| 2002/03 | Tyskland Martina Glagow             | Rusland Albina Akhatova²             | Frankrig Sylvie Becaert         |
| 2003/04 | Norge Liv Grete Poirée              | Rusland Olga Pyljova²                | Frankrig Sandrine Bailly        |
| 2004/05 | Frankrig Sandrine Bailly            | Tyskland Kati Wilhelm                | Rusland Olga Pyljova²           |
| 2005/06 | Tyskland Kati Wilhelm               | Sverige Anna Carin Olofsson          | Tyskland Martina Glagow         |
| 2006/07 | Tyskland Andrea Henkel              | Tyskland Kati Wilhelm                | Sverige Anna Carin Olofsson     |
| 2007/08 | Tyskland Magdalena Neuner           | Frankrig Sandrine Bailly             | Tyskland Andrea Henkel          |
| 2008/09 | Sverige Helena Jonsson³             | Tyskland Kati Wilhelm                | Norge Tora Berger               |
| 2009/10 | Tyskland Magdalena Neuner           | Tyskland Simone Hauswald             | Sverige Helena Jonsson³         |
| 2010/11 | Finland Kaisa Mäkäräinen            | Tyskland Andrea Henkel               | Sverige Helena Ekholm³          |
| 2011/12 | Tyskland Magdalena Neuner           | Hviderusland Darja Domratjeva        | Norge Tora Berger               |
| 2012/13 | Norge Tora Berger                   | Hviderusland Darja Domratjeva        | Tyskland Andrea Henkel          |
| 2013/14 | Finland Kaisa Mäkäräinen            | Norge Tora Berger                    | Hviderusland Darja Domratjeva   |
| 2014/15 | Hviderusland Darja Domratjeva       | Finland Kaisa Mäkäräinen             | Ukraine Valj Semerenko          |
| 2015/16 | Tjekkiet Gabriela Koukalová         | Frankrig Marie Dorin Habert          | Italien Dorothea Wierer         |
| 2016/17 | Tyskland Laura Dahlmeier            | Tjekkiet Gabriela Koukalová          | Finland Kaisa Mäkäräinen        |
| 2017/18 | Finland Kaisa Mäkäräinen            | Slovakiet Anastasija Kuzmina         | Hviderusland Darja Domratjeva   |

(¹ gift med skiløberen Jochen Behle) 
(² Taget for doping)
(³ gift med skiskytten David Ekholm)

### Kvinder stafet
| Sæson   | Nr. 1              | Nr. 2           | Nr. 3        |
| ------- | ------------------ | --------------- | ------------ |
| 1996/97 | Rusland            | Norge           | Tyskland     |
| 1998/99 | Tyskland           | Rusland         | Ukraine      |
| 1999/00 | Rusland / Tyskland | -               | Ukraine      |
| 2000/01 | Norge              | Tyskland        | Rusland      |
| 2001/02 | Tyskland           | Norge / Rusland | -            |
| 2002/03 | Rusland            | Tyskland        | Hviderusland |
| 2003/04 | Norge              | Rusland         | Tyskland     |
| 2004/05 | Rusland            | Tyskland        | Norge        |
| 2005/06 | Rusland            | Tyskland        | Frankrig     |
| 2006/07 | Frankrig           | Tyskland        | Rusland      |
| 2007/08 | Tyskland           | Rusland         | Frankrig     |
| 2008/09 | Tyskland           | Frankrig        | Ukraine      |
| 2009/10 | Rusland            | Tyskland        | Frankrig     |
| 2010/11 | Tyskland           | Sverige         | Ukraine      |
| 2011/12 | Frankrig           | Norge           | Rusland      |
| 2012/13 | Norge              | Ukraine         | Tyskland     |
| 2013/14 | Tyskland           | Ukraine         | Rusland      |
| 2014/15 | Tjekkiet           | Tyskland        | Frankrig     |
| 2015/16 | Tyskland           | Ukraine         | Frankrig     |
| 2016/17 | Tyskland           | Frankrig        | Ukraine      |
| 2017/18 | Tyskland           | Frankrig        | Italien      |

### Tidernes mest vindende skiskytter i vedenscuppen
Tabellen viser de skiskytter der har vundet mindst 15 World Cup sejre (alle discipliner og VM-sejre medregnet, dog ikke stafeter).
Per 25. marts 2018 og slut sæson. Med fed skrift er anført stadigt aktive atleter i sæsonen 2017/18
| Navn                  | Land                   | Enkeltsejre | Periode   |
| --------------------- | ---------------------- | ----------- | --------- |
| Ole Einar Bjørndalen  | Norge                  | 94          | 1992–     |
| Martin Fourcade       | Frankrig               | 70          | 2010–     |
| Raphaël Poirée        | Frankrig               | 44          | 1995–2007 |
| Magdalena Forsberg    | Sverige                | 42          | 1995–2002 |
| Emil Hegle Svendsen   | Norge                  | 37          | 2005–     |
| Magdalena Neuner      | Tyskland               | 34          | 2006–2012 |
| Sven Fischer          | Tyskland               | 33          | 1992–2007 |
| Uschi Disl            | Tyskland               | 30          | 1990–2006 |
| Darja Domratjeva      | Hviderusland           | 30          | 2006–     |
| Tora Berger           | Norge                  | 28          | 2003–2014 |
| Liv Grete Poirée      | Norge                  | 22          | 1995–2006 |
| Andrea Henkel         | Tyskland               | 22          | 1995–2014 |
| Kaisa Mäkäräinen      | Finland                | 22          | 2005–     |
| Johannes Thingnes Bø  | Norge                  | 21          | 2005–     |
| Kati Wilhelm          | Tyskland               | 21          | 2000–2010 |
| Olena Zubrilova       | Ukraine / Hviderusland | 21          | 1995–2006 |
| Sandrine Bailly       | Frankrig               | 20          | 2000–2010 |
| Laura Dahlmeier       | Tyskland               | 19          | 2013–     |
| Gabriela Koukalová[a] | Tjekkiet               | 17          | 2009–     |
| Frank Ullrich         | DDR                    | 16          | 1977–1983 |
| Frode Andresen        | Norge                  | 15          | 1993–2014 |
| Martina Beck          | Tyskland               | 15          | 2000–2010 |
| Vladimir Dratsjov     | Rusland / Hviderusland | 15          | 1988–2006 |

[a] Langtidsskadet